# Nemzetközi Polgári Repülési Szervezet
A Nemzetközi Polgári Repülési Szervezet (rövidítve ICAO, amely betűszó az International Civil Aviation Organization rövidítése) az ENSZ szakosított intézménye, amely a nemzetközi polgári légi közlekedéssel foglalkozik. 
Az ICAO 1944. december 7-én a Nemzetközi Polgári Repülésről szóló, 52 állam által Chicagóban aláírt Egyezménnyel (Chicagói Egyezmény) alakult meg. 
1994-től kezdve minden év december 7. napja a nemzetközi polgári repülés világnapja, amelyről az ICAO 33. Közgyűlésén (1992) döntöttek a tagállamok.  
Az ICAO szervezetnek 193 tagállama van.
Az ICAO a nemzetközi polgári légi közlekedés államközi szintű csúcsszervezete. Az ICAO az egyetlen globális szervezet, amely szabályozói és végrehajtói funkciójánál fogva – elsősorban a tagállamok együttműködésére alapozva – a nemzetközi polgári repülés biztonságának és védelmének a legmagasabb fokú általános érvényesülését biztosítja az egész világon. Az ICAO mindent megtesz azért, hogy olyan repülési környezetet teremtsen, amelyben a repülésbiztonság és a légiközlekedés-védelem a legmagasabb fokon érvényesül. Ezen célok elérése érdekében minden egyes tagállam légi közlekedési szereplőinek (kiemelten a repülés végrehajtásában jeleskedő légitársaságoknak, repülőtereknek és légiforgalmi szolgáltatóknak) az egységes szabályok szigorú betartása mellett hatékonyan kell üzemelnie és együttműködnie. Ennek érdekében az ICAO a légi közlekedés biztonságára, hatékonyságára és rendszerességére vonatkozó nemzetközi Szabványokat és Ajánlott Gyakorlatokat (Standard and Recommended Practices – SARPs) fogad el és tesz közzé.
Az ICAO Tanácsa a szakbizottságokkal szorosan együttműködve Annexekben (19 Függelékben) adja ki a légi közlekedés szakterületeire vonatkozó legfontosabb szabályokat. A Függelékek az állandóan változó és fejlődő légi közlekedési iparág műszaki, üzemelési, szakmai szabályait tartalmazzák, amelyek leképezik a ma igényeit és a holnap szükségleteit, hatást gyakorolva a repülésbiztonságra, a légi közlekedés minden szereplőjére. Így az Annexekben találhatjuk például a személyi alkalmasságtól kezdve, a légi járművek légialkalmasságán keresztül, a navigációs és repülési eljárások, a repülőterek, a légiközlekedés-védelem, a kutatás és mentés, a repülési események kivizsgálása stb. szabályait.

## Székhelye
1947. június 6-án határoztak a Szerződő Államok az ICAO ideiglenes Közgyűlés utolsó ülésén a szervezet állandó székhelyéről. Az akkori 44 tagállamból 27-en szavaztak Montréalra, 9-en Párizsra, 4-en Genfre és egy szavazatot kapott Kína (a várost nem nevezték meg), így az ICAO állandó székhelye a kanadai Québec tartomány legnagyobb városa, Montréal lett.

## Célja
Az ICAO célja a nemzetközi polgári repülés biztonságos és rendszeres fejlődésének előmozdítása, a polgári légi közlekedés fejlődésének ösztönzése, a repülőterek és repülési berendezések fejlesztésének szorgalmazása annak érdekében, hogy a légi közlekedés szereplői biztonságosan, rendszeresen, hatékonyan és gazdaságosan tegyenek eleget a légi közlekedés iránti szükségleteknek.
A szervezet célkitűzéseit a Chicagói Egyezmény (1944) 44. Cikkében találjuk.
„A szervezet célkitűzése, hogy fejlessze a nemzetközi repülés elveit és műszaki színvonalát, valamint, hogy elősegítse a nemzetközi légi közlekedés tervezését és fejlesztését, különösen, hogy
a) világszerte biztosítsa a nemzetközi polgári repülés biztonságos és rendszeres fejlődését;
b) ösztönözze a légijármű-tervezés és -üzemeltetés tudományát a békés felhasználás érdekében;
c) ösztönözze a légi útvonalak, repülőterek és repülési berendezések fejlesztését a nemzetközi polgári repülés érdekében;
d) eleget tegyen a népek biztonságos, rendszeres, hatékony és gazdaságos légi közlekedés iránti szükségletének;
e) meghiúsítsa az észszerűtlen verseny okozta gazdasági pazarlást;
f) biztosítsa, hogy a Szerződő Államok jogait teljes mértékben megtartsák és minden Szerződő Állam megfelelő lehetőséget kapjon nemzetközi légi járatok fenntartására;
g) elkerülje a Szerződő Államok közötti megkülönböztetést;
h) elősegítse a repülés biztonságát a nemzetközi polgári légi közlekedésben;
i) általánosan elősegítse a nemzetközi polgári repülés sokoldalú fejlődését.”
Az ICAO feladatait képviseleti szervei útján látja el, amelyek a fenti célkitűzések megvalósítása érdekében végzik tevékenységüket.

## A Chicagói Egyezmény Függelékei (Annexek)
2022. januári állapot szerint:
ANNEX 1:	Szakszemélyzet jogosítása
ANNEX 2:	Repülési szabályok
ANNEX 3:	A nemzetközi légi közlekedés meteorológiai szolgálata
ANNEX 4:	Légiforgalmi térképek
ANNEX 5:	Mértékegységek használata a légi és földi üzemeltetésben
ANNEX 6/I:	A légi jármű üzemeltetése: Nemzetközi kereskedelmi légi szállítás – Repülőgépek
ANNEX 6/II:	A légi jármű üzemeltetése: Általános célú nemzetközi repülés – Repülőgépek
ANNEX 6/III:	A légi jármű üzemeltetése: Nemzetközi üzemeltetés – Helikopterek
ANNEX 7:	A légi jármű felség- és lajstrom jele
ANNEX 8:	A légijármű légialkalmassága
ANNEX 9:	Egyszerűsítések
ANNEX 10/I:	Légiforgalmi távközlés: Rádiónavigációs segédeszközök
ANNEX 10/II:	Légiforgalmi távközlés: Összeköttetési eljárások
ANNEX 10/III:	Légiforgalmi távközlés: 	I. rész: Digitális adatközlő rendszerek;	 II. rész: Hang távközlő rendszerek
ANNEX 10/IV:	Légiforgalmi távközlés: Ellenőrző radar és összeütközést elhárító rendszerek
ANNEX 10/V:	Légiforgalmi távközlés: Légi forgalmi rádió frekvencia spektrum használata
ANNEX 11:	Légiforgalmi szolgálatok
ANNEX 12:	Kutatás és mentés
ANNEX 13:	Légi jármű-balesetek és események kivizsgálása
ANNEX 14/I:	Repülőterek: Repülőtér tervezés és üzemeltetés
ANNEX 14/II:	Repülőterek: Heliportok
ANNEX 15:	Légiforgalmi tájékoztató szolgálatok
ANNEX 16/I:	Környezetvédelem: Légi járművek zaja
ANNEX 16/II:	Környezetvédelem: Légi jármű hajtóművek által okozott légszennyezés
ANNEX 17:	Légiközlekedés-védelem: A nemzetközi polgári repülés védelme a jogellenes beavatkozás cselekményei ellen
ANNEX 18:	Veszélyes áruk biztonságos légiszállítása
ANNEX 19:	 Repülésbiztonsági menedzsment

## Magyar részvétel
Az ICAO fennállása óta Magyarország először 2004-ben, a 35. Közgyűlésen indult a választásokon azzal a céllal, hogy az ICAO 36 tagot számláló Tanácsában tagságot szerezzen.  A 2004. október 5-én tartott választáson hazánk a III. csoportban indult és nagy többséget szerzett, így a nemzetközi és a magyar polgári légiközlekedés történetében először – három éven keresztül – az ICAO ügyvivő szervezetének a tagja lett. Magyarország a Tanács tagjaként Csehország, Szlovákia, Szlovénia és Románia érdekeit is képviselte.
Az ICAO tanácsának 2004 novembere és 2007 decembere között magyar tagja Sipos Attila, a MALÉV korábbi Jogi Igazgatója volt, aki a képviselet ideje alatt választás útján helyet kapott a Légiszállítási Bizottságban (ATC) és a Jogellenes Cselekmények Bizottságában (UIC).
Sipos Attilát 2006. október 2-án egyhangúlag az ICAO Tanács alelnökének választották. Munkájának elismeréseként "a magyar polgári repülés, a magyar légi közlekedés nemzetközi hírnevének, elismertségének öregbítésében szerzett érdemeiért" lovagkeresztet (2008), valamint a Magyar Polgári Repülésért Érdemérmet (2007) kapott.

## Az ICAO és az IATA
Míg az ICAO szuverén államokat, addig az IATA nemzetközi légitársaságokat tömörítő kereskedelmi szövetség, amelynek a székhelye szintén Montréalban található.
Mindkét szervezetnek saját légitársaság- és repülőtér kódolási rendszere van. Míg az IATA kódjai  a légitársaságok esetében – az utazó közönség által jól ismert – kétbetűs kódok és a repülőterek esetében hárombetűs kódok, addig az ICAO navigációs és technikai céllal a következő formátumú azonosító kódokat használja:
- 4 betűs repülőtér kódok (például LHBP – Budapest Liszt Ferenc nemzetközi repülőtér). Az első két betű a régió és ország-előjel, a második kettő az országon belüli azonosító (kivéve néhány nagy területű országot, melyek önálló régiót alkotnak, így ezeknél 3 betű jut az országon belül a repülőtér azonosításra. Ezek az országok: C – Kanada; K – Egyesült Államok; U – Oroszország; Y – Ausztrália; Z – Kína)
- 3 betűs légitársaság kódok (például DLH – Lufthansa; BAW – British Airways).

## Körzeti regionális irodák
Az ICAO Főtitkár irányítása alatt hét regionális iroda és egy fiókiroda működik. Az irodáknak otthont adó világvárosok földrajzi elhelyezkedése lefedik a főbb kontinenseket: Bangkok, Dakar, Nairobi, Kairó, Lima, Mexikóváros és Párizs. Az ázsiai régió polgári repülésének látványos fejlődésére tekintettel az ICAO Főtitkára a Tanács hozzájárulásával 2012. november 5-én eldöntötte, hogy a bangkoki körzeti iroda felügyelete mellett – az ICAO történetében először – Pekingben (Kína) körzeti fiókiroda nyíljon.
1. Ázsia és a Csendes-óceán, Bangkok – Thaiföld
2. Közel-Kelet, Kairó – Egyiptom
3. Nyugat- és Közép-Afrika, Dakar – Szenegál
4. Dél-Amerika, Lima – Peru
5. Észak-Amerika, Közép-Amerika és Karib-szigetek, Mexikóváros – Mexikó
6. Kelet- és Dél-Afrika, Nairobi – Kenya
7. Európa és az Észak-Atlanti térség, Párizs – Franciaország

## Lásd még
- Magyarország repülőtereinek listája

## Külső hivatkozások
- icao.int – International Civil Aviation Organization
- iata.org – International Air Transport Association
- ICAO légitársaságkódok Archiválva 2005. október 1-i dátummal a Wayback Machine-ben
- ICAO repülőtérkódok Archiválva 2012. január 7-i dátummal a Wayback Machine-ben
- Az ANNEX-ek magyar nyelvű listája (2015.január)
- 2007. évi XLVI. törvény a nemzetközi polgári repülésről Chicagóban, az 1944. évi december hó 7. napján aláírt Egyezmény Függelékeinek kihirdetéséről